# Jean Goldenbaum
Jean Goldenbaum (São Paulo, 1982) é um compositor e musicólogo, judeu alemão nascido no Brasil. É doutor em Musicologia pela Universidade de Augsburg. É pesquisador associado do Centro Europeu de Música Judaica da Universidade de Música Hannover.

## Biografia
No Brasil Goldenbaum iniciou-se musicalmente, seguindo ainda jovem a residir na Alemanha, onde realizou o resto de seus estudos musicais até o seu doutoramento. Ele reside no sul da Baixa Saxônia, Alemanha.

### Atividades profissionais
Goldenbaum foi o compositor-residente do ‘Wasa Sinfonieta Music Festival - FIRSC’, na Finlândia, em 2011 e 2013, tendo nestas ocasiões estreados seus concertos Ode à Amizade (para flauta, violão e orquestra) e O Universo há de conspirar para o Amor (para flauta, percussão e orquestra). Em 2011, algumas das suas obras de câmara foram apresentadas no evento ‘Neue Musik International’, em Salzburg (Áustria). Em 2012, patrocinado pelo Ministério da Cultura do Brasil, sua música foi o centro do evento New Sounds from Brazil - in Portrait: Jean Goldenbaum, mais uma vez em Salzburg, no qual ocorreu a estreia europeia de seu concerto Que todos os ditadores caiam (para violão e quarteto de violões), estreado anteriormente no Brasil. Em 2012, Goldenbaum trabalhou em conjunto com o poeta brasileiro Ferreira Gullar, o que resultou na obra Ferreira Gullar & Jean Goldenbaum: três momentos em Poesia e Música. Em 2014 sua obra didática Música para crianças - peçasparaquebrarparadigmas para jovens pianistas crescerem diferentes e construírem um mundo melhor foi publicada pela LevanahPublications. Em 2016 realizou-se em Berlim, na Alemanha, o evento Neue Töne für das Gute – New sounds for the Good, que teve em seu programa exclusivamente obras de Goldenbaum, apresentadas por oito músicos de diferentes países. Em agosto do mesmo ano Goldenbaum foi o compositor convidado do ‘29. Schwäbischer Kunstsommer’, na cidade de Irsee, no sul da Alemanha, evento em que foi estreada a sua Suíte Ecumênica: em nome da Paz, da Liberdade e da Tolerância (para coro a cappella), publicada pela editora alemã Ikuro Edition. Goldenbaum produziu quatro álbuns com algumas de suas obras orquestrais e de câmara, gravadas tanto na Europa como no Brasil.
Produziu seis álbuns contendo algumas de suas obras orquestrais e de câmara, que foram gravadas na Europa e no Brasil. A sua obra inclui cerca de 110 composições para instrumentos solo, música de câmara e orquestra.
Em 2018, a lendária pianista brasileira Eudóxia de Barros incluiu a peça Nostalgia Brasileira (Saudade de um tempo que não vivi) de Goldenbaum em sua turnê anual e a executou dezenas de vezes.
No dia 31 de março de 2020, no dia do décimo aniversário da estreia de sua Sinfonia do Bem e do início oficial de sua carreira, Goldenbaum anunciou através do artigo “O Barco no Sabor das Marés (ou Por que estou escolhendo encerrar minha carreira musical hoje)?", publicado no jornal brasileiro Diário do Engenho, encerrou seu trabalho como compositor (pelo menos para a época). Em junho de 2021, decidiu voltar à ação após exatos 645 dias de férias, impulsionado por diversas novas iniciativas e convites.
Em 2022 foi diretor musical do festival “Aktuelle Jüdische Musik in Deutschland”, que aconteceu em Hanover.
Em maio de 2022 foi convidado a apresentar a sua música e os seus pensamentos sobre Hannah Arendt no evento “Música Judaica e Cultura da Memória: Hannah-Arendt” na Câmara Municipal de Hanôver.
Grande parte dos concertos organizados por Goldenbaum estão relacionados com o compromisso social e político do compositor.
De 2020 a 2023 também trabalhou para a emissora/jornal brasileira Brasil 247, para a qual contribuiu com artigos e vídeos nos quais escreveu e falou sobre cultura, sociedade e política.
Goldenbaum também escreveu para a revista online Kulturis, no sul da Baixa Saxônia.
Em maio de 2024, Goldenbaum anunciou em seu website que havia renunciado à cidadania brasileira por motivos políticos. Afirmou que não votaria mais em nenhum partido (direita e/ou esquerda) no Brasil, por considerá-los "extremistas, ignorantes, corruptos e altamente antissemitas".
Em outubro de 2024, sua primeira ópera, "Di viderbagegenish", estreou no Castelo de Bevern e na Abadia de Marienmünster. A ópera é em iídiche; o libreto foi escrito pelo próprio compositor e é baseado em um conto de Isaac Bashevis Singer. Novas apresentações estão planejadas para 2025.
Desde 2024, suas partituras são publicadas pela Mitzkat (Holzminden).
Em 2025, seu livro, Aufsätze und Betrachtungen zu Musik und Judentum (und die Welten um sie herum) "Ensaios e Reflexões sobre Música e Judaísmo (e os Mundos ao Seu Redor)", foi publicado pela Epubli Verlag.
Ele mora no distrito de Holzminden com seu pastor alemão Jake desde 2021.

### Estilo musical
A música de Goldenbaum é fundamentalmente atonal, porém com forte influência da música tonal tradicional, como o próprio compositor explica em diversas entrevistas (ver abaixo Imprensa e mídia). O musicólogo Alexandre Bispo salienta que as relações entre aspectos éticos e estéticos no processo criador adquirem uma especial atualidade, no contexto euro-brasileiro, na obra composicional de Jean Goldenbaum. As suas composições manifestam de forma particularmente expressiva intuitos de fundamentação ética da criação artística.
O compositor Almeida Prado, ao escrever a resenha para o encarte do álbum Sinfonia do Bem de Goldenbaum, aponta para a qualidade do compositor ao compor para a voz humana:
“A audição desta magnífica obra (Sinfonia do Bem) revela o compositor Jean Goldenbaum já possuidor de um ‘métier’ seguro, cuja estética múltipla dá possibilidades de um lirismo autêntico e a facilidade de transformar seu texto em música de grande beleza e emoção. Imagino este jovem compositor escrevendo uma ópera. Certamente será fantástica.”

### Mídia
Jean Goldenbaum vem aparecendo em diversos meios de comunicação brasileiros e internacionais, como no programa Provocações, da TV Cultura, Arteletra Música da TV Sao Judas , Visita VIP, da Rádio USP, Jornalzen, Jornal em Sintornia, Revista Shalom, entre outros. Na Europa já foi tema de reportagens em mídias como Augsburger Allgemeine Zeitung, Lusophónica (Radiofabrik Salzburg), Revista Brasil-Europa, Jüdische Allgemeine, Bayerischer Rundfunk Klassik, entre outros.

## Obras

### Álbuns lançados
- Sinfonia do Bem (2010)

- 'Ode to Friendship' Concerto & other works (2012)

- 'The Universe shall conspire to Love' Concerto & other works (2013)

- Live in Berlin (2017)
- Some works (2020)
- Music to heal the world (2022)

### Obras publicadas
- Ecumenical Suite: in the name of Peace, Freedom and Tolerance (partitura, 2008, Ikuro Editions)

- Music for Children: breakparadigmspieces for young pianists to grow different and build a better world (partitura, 2014, Levanah Publications)
- Concepções e reflexões sobre e ao redor de minha obra musical (livro, 2017, Editora Biblioteca24h, ISBN: 9788541605526)

### Obra (parcial)
A obra de Goldenbaum inclui cerca de 120 composições para  instrumentos solistas, música de câmara, orquestra, performances teatrais e com dança. Seguem algumas de suas obras, aqui com o título em português:
- Suíte Ecumênica: em nome da Paz, da Liberdade e da Tolerância, para coro SATB, opus 1 (2008)
- Sinfonia do Bem, para orquestra sinfônica, opus 2 (2009)
- Manifesto Musical pela Não-Violência, para trio de flautas-doces, opus 11 (2010)
- Concerto ‘Que todos os ditadores caiam’, para violão e quarteto de violões, opus 17 (2011)
- Contra a alienação da juventude de hoje, para orquestra sinfônica, opus 20 (2011)
- Concerto para piano 1 ‘Vitorioso é o Respeitador’, para piano e orquestra, opus 21 (2011)
- Ferreira Gullar & Jean Goldenbaum - Três momentos em Poesia e Música, para soprano e piano, opus 26 (2012)
- Concerto ‘O Universo há de conspirar pelo Amor’, para flauta, percussão e orquestra sinfônica, opus 27 (2012)
- A morte da mata, para octeto de violoncelos, opus 37 (2013)
- Protesto musical contra injustiças sociais, para piano e dez instrumentos de percussão, opus 39 (2014)
- O Caminho e a Fé nele, para trombone solo, opus 44 (2014)
- Acredite, mova-se e cure o mundo, para instrumentação aberta, opus 55 (2015)
- Sinestesia Judaica, para clarineta e violão, opus 65 (2016)
- A mesma imagem em cores e em branco e preto, para flauta, piano e percussão, opus 73 (2017)
- Quarteto 3: Meditações luzentes, para quarteto de cordas, opus 83 (2018)
- Tzedakah: Justiça Social, para flauta, órgão e tímpanos, opus 88 (2019)
- Rest in peace – Dedicated to the victims of the COVID-19 pandemic, für Gitarre, opus 101 (2021)
- Oseh Shalom, für Tenor, Bass und Gitarre, opus 113 (2022)
- Achtmal Liebe in Wort und Musik, opus 117 (2023)
- Di videbagegenish, ópera para solistas, orquestra de cordas e coro, opus 126 (2024)

## Política
Goldenbaum membro do grupo brasileiro 'Judeus contra o Fascismo', fundador do coletivo 'Judias e judeus com Lula' e membro fundador do 'Observatório Judaico dos Direitos Humanos do Brasil'. Ele é membro de dois partidos políticos: o Partido Social Democrata da Alemanha (SPD) e o partido de esquerda israelense Meretz. Foi filiado ao Partido dos Trabalhadores e foi um dos coordenadores do Núcleo PT Alemanha. Deixou o partido em outubro de 2023, pouco antes de renunciar à sua cidadania brasileira. Ele cita como causa principal de sua saída a "postura fortemente antissemita do Governo Lula e de dos principais líderes do partido".